# Enrique Suender

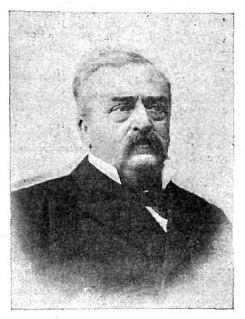
Enrique Suender, en Nuevo Mundo.

Enrique Suender y Rodríguez (Madrid, 1829-Madrid, 1897) fue un urólogo español.

## Biografía
Nacido en Madrid el 17 de enero de 1829, fue subinspector médico de Sanidad militar y profesor del Instituto de Terapéutica Operatoria. Poco después de terminar su carrera, dirigió en la capital la revista El Porvenir Médico (1858-1856). Destacado urólogo, fue autor de una prolija obra científica, publicada en libros y opúsculos, entre los que se encontraba una biografía del médico alcalaíno del siglo xvi Francisco Díaz, titulada Noticias de las obras del Doctor Francisco Díaz, célebre médico español del siglo XVI. Falleció en su ciudad natal el 20 de abril de 1897.